# Amyris texana
Amyris texana är en vinruteväxtart som först beskrevs av Samuel Botsford Buckley, och fick sitt nu gällande namn av Percy Wilson. Amyris texana ingår i släktet Amyris och familjen vinruteväxter. Inga underarter finns listade i Catalogue of Life.